# Akira Kubo
Akira Kubo (久保 明?, Kubo Akira), pseudonimo di Yasuyoshi Yamauchi (山内 康儀?, Yamauchi Yasuyoshi; Kōtō, 1º dicembre 1936) è un attore giapponese.

## Biografia
Nativo di Tokyo, ha studiato presso l'Università Rikkyō.
Si è segnalato al grande pubblico per la sua interpretazione in Arashi (1956), presentato in concorso alla 7ª edizione del Festival di Berlino.

## Filmografia parziale
- Arashi (嵐), regia di Hiroshi Inagaki (1956)
- Yukiguni (雪国), regia di Shirō Toyoda (1957)
- Il trono di sangue (Kumonosu-jō, 蜘蛛巣城), regia di Akira Kurosawa (1957)
- Tōkyō no kyūjitsu (東京の休日), regia di Kajirō Yamamoto (1958)
- Sensuikan I-57 kofuku sezu (潜水艦イ-57降伏せず), regia di Shūe Matsubayashi (1959)
- Hawaii Midway daikaikūsen: taiheiyō no arashi (ハワイ・ミッドウェイ大海空戦 太平洋の嵐), regia di Shūe Matsubayashi (1960)
- Chūshingura: hana no maki, yuki no maki (忠臣蔵 花の巻 雪の巻), regia di Hiroshi Inagaki (1962)
- Gorath (Yōsei Gorasu, 妖星ゴラス), regia di Ishirō Honda (1962)
- Matango il mostro (Matango, マタンゴ), regia di Ishirō Honda (1963)
- L'invasione degli astromostri (Kaijū Daisensō, 怪獣大戦争), regia di Ishirō Honda (1965)
- Il figlio di Godzilla (Kaijū-tō no kessen Gojira no musuko, 怪獣島の決戦 ゴジラの息子), regia di Jun Fukuda (1967)
- Gli eredi di King Kong (Kaijū sōshingeki, 怪獣総進撃), regia di Ishirō Honda (1968)
- Kiru (斬る), regia di Kihachi Okamoto (1968)
- Atom, il mostro della galassia (Gezora Ganime Kameba - Kessen! Nankai no kaijuu, ゲゾラ・ガニメ・カメーバ 決戦! 南海の大怪獣), regia di Ishirō Honda (1970)
- Gamera - Daikaijū kūchū kessen (ガメラ 大怪獣空中決戦), regia di Shūsuke Kaneko (1995)
- Nankin no shinjitsu (南京の真実), regia di Satoru Mizushima (2010)